# Kajsa Ingemarsson
Kajsa Lena Ingemarsson (ur. 25 grudnia 1965 w Oxelösund) – szwedzka prezenterka telewizyjna, pisarka, aktorka oraz komik.

## Życiorys

### Pochodzenie orazPolicja Bezpieczeństwa(szw. SÄPO)
Ingemarsson dorastała w Sztokholmie. Mieszkała także przez wiele lat w Blekinge, po czym po szkole średniej przeprowadziła się z powrotem do Sztokholmu. Studiowała rosyjski, polski oraz politologię na Uniwersytecie w Sztokholmie. Uczyła się także rok w Państwowym Instytucie Języka Rosyjskiego im. A.S. Puszkina w Moskwie. Gdy Ingemarsson wróciła do Szwecji, w 1990 roku, dzięki poleceniu kolegi ze studiów, skontaktowała się z nią szwedzka Policja Bezpieczeństwa (szw. Säkerhetspolisen, SÄPO), która przez wzgląd na jej umiejętności językowe, zaoferowała jej pracę w kontrwywiadzie przeciwko Rosji. Ingemarsson pracowała w Säpo w latach 1991-1997 (w 1995 r. pracowała także przez pół roku jako obserwator wyborów/dyplomata dla OBWE w Łotwie). Żeby kontynuować rozwój kariery w SÄPO, Ingemarsson zmuszona byłaby przejść szkolenie Polishögskolan (szwedzkiej akademii policyjnej), z czego zrezygnowała.

### Praca w radio oraz telewizji
Ingemarsson, dzięki znajomemu z programu radiowego Hassan w Sveriges Radio, mogła rozpocząć nowy etap w swojej karierze, a mianowicie pracę w radio. Od tego momentu pracowała między innymi jako prezenterka telewizyjna, pisarka scenariuszy, aktorka oraz imitator w Sveriges Radio. Röster i Radio, Grönska/Önska, Det snöar i Indianien (julkalender), Public Service oraz På minuten to niektóre z programów radiowych, w których brała udział przez wiele lat. Jesienią 2010 roku wprowadziła swój własny talk-show Ingemarsson i P1 w Sveriges Radio. Współpracowała jako aktorka oraz pisarka scenariuszy przy wielu produkcjach telewizyjnych, między innymi dla SVT przy: Detta har hänt, Parasit-tv, Humorlabbet, c/o Segemyhr, Livet i Fagervik. Jako prezenterka telewizyjna prowadziła programy Teveteve (SVT), Godafton Sverige (TV3), Snacka om nyheter (Kanal 5och Kanal 9) oraz Svagaste länken (Sjuan). Ingemarsson prowadziła również przez wiele kroniki w gazecie modowej Damernas värld oraz w gazecie City.
W 2001 r. była gospodarzem programu Sommar w stacji P1. W grudniu 2011 r. pracowała jako protagonistka w programie SVT Här är ditt kylskåp.

### Kariera pisarska
W 2002 r. Ingemarsson zadebiutowała książką På det fjärde ska det ske. Od tego czasu napisała sześć powieści, zbiór kronik – Kajsas värld, oraz poradnik Drömliv – lycklig på riktigt. Powieści autorstwa Ingermarsson rozgrywają się w znajomej współczesności oraz podejmuje ludzkie problemy, przed którymi są stawiani. W szczególności zajmuje się problemami kobiet. Książki Ingermarsson mają duże krono czytelników. W 2005 r. była najczęściej sprzedającą się pisarką w Szwecji dzięki powieści Żółte Cytrynki (Små citroner gula).
Ingemarsson ma dwie córki. Jest żoną dziennikarza radiowego Sveriges Radio – Lassego Johanssona.

### Telewizja
- 1996 – Detta har hänt (serial TV)
- 2001 – Humorlabbet (serial TV)
- 2003 – Godafton Sverige (prezenterka)
- 2005 – Teveteve (prezenterka)
- 2008 – Snacka om nyheter (prezenterka)
- 2011 – Svagaste länken (prezenterka)